# Julissa (cantante)
Julissa Arce Rivera (Chicago, Illinois, 13 de enero de 1976), conocida en el ámbito artístico simplemente como Julissa, es una cantante de música cristiana. Su primer disco fue Regresará por mí.

## Biografía
Julissa nació en Chicago, Illinois, de padres puertorriqueños, siendo la mayor de cuatro hermanos. Julissa comenzó a cantar a los doce años con el coro de su iglesia. A los 16 años, comenzó a cantar profesionalmente con un grupo llamado Generación Escogida. Con ellos participó en varios discos. Durante las grabaciones, conoció al músico, compositor y productor Mike Rivera. Se casaron el 29 de noviembre de 1997 y se mudaron a Dorado, Puerto Rico. Julissa y Mike tienen tres hijos: John Michael, Alyrah y Jayden.
Bajo su propio sello, Firmeza Music, Julissa lanza su primer álbum en solitario titulado Regresará Por Mí en 1998. El álbum fue producido, arreglado y grabado por su esposo, Mike. El álbum recibió un premio Tu Música al Mejor Álbum Cristiano y un Premio Tito Lara al Álbum del Año. También fue nominado a dos premios Viva en Guatemala como Álbum Internacional del Año y Cantante Internacional del Año. Julissa luego realizó una gira por América Latina con el pastor Yiye Ávila como parte de su cruzada.
El segundo álbum de Julissa fue un álbum navideño titulado Nació En Mi Corazón, que fue grabado durante su primer embarazo. Después de esto, ella y su esposo se mudaron a Miami, Florida.  Durante los años siguientes, trabajó en varios proyectos como su primer álbum en vivo Admisión General, lanzado en 2002, y Duetos, un álbum con duetos con conocidos cantantes cristianos como Roberto Orellana, René González, entre otros. En 2003, lanzó Corazón Latino, un álbum con ritmos autóctonos de la región caribeña como el merengue y la salsa, siendo muy buen puntuado en la plataforma Allmusic con 4/5 estrellas. Este proyecto tenía las colaboraciones de Funky y Ricardo Rodríguez.
En 2006, Julissa se convirtió en la primera puertorriqueña en ser nominada a un premio Dove por su álbum Mi Propósito. Ese mismo año, lanzó su noveno álbum titulado Inolvidable, que presenta versiones contemporáneas de himnos clásicos de alabanza. También comenzó a presentar un programa semanal llamado Espíritu Latino en Gospel Music Channel.
En 2007, Julissa lanzó el álbum El Ritmo de la Vida, ⁣ que fue acompañado por un libro escrito por ella. El álbum le dio a Julissa su segunda nominación a un premio Dove. Ese año participó en eventos de Esperanza USA y el Desayuno Hispano de Oración, con la participación del Presidente de EE. UU., George W Bush. En 2009, fue nominada nuevamente por el álbum Adorándote,  además, en los premios Arpa. En el mismo año, Julissa estuvo presente en Phoenix para el evento deportivo NBA All-Star, y en el Desayuno Nacional Hispano De Oración, en donde también estará presente el presidente de los Estados Unidos, Barack Obama.
En 2012, lanza su álbum Metamorphosis en dos versiones: español e inglés, ⁣ el cual, promocionó con el sencillo «El Gran Yo Soy», ⁣ y su versión inglesa «Great I Am».  En 2015, llegó Me vistió de promesas, promocionado con el sencillo «Creemos», canción que interpretó en la Casa Blanca con motivos del Mes Nacional de la Herencia Hispana como representante de Puerto Rico en la toma de posesión de Donald Trump como presidente de los Estados Unidos.
Luego de casi cuatro años de ausencia de los estudios de grabación, Julissa regresa con su álbum Llueve, grabado en vivo en Spring Valley (California) para celebrar sus 20 años de ministerio musical.

## Colaboraciones
Durante su carrera musical, Julissa ha grabado con Funky, Marcela Gándara, Daniel Calveti, René González, Redimi2, Álex Zurdo, entre otros, apareciendo también en diversos proyectos colaborativos.

## Discografía
- Regresará Por Mí (1998)
- Nació En Mi Corazón (1999)
- En las Alas del Amor (2000)
- Admisión General (2002)
- Corazón Latino (2003)
- Duetos (2004)
- Desde el Principio (2005)
- Mi Propósito (2005)
- Inolvidable (2006)
- El ritmo de la vida (2007)
- Adorándote (2009)
- Metamorphosis (2012)
- Me vistió de promesas (2015)
- Llueve (En Vivo) (2019)
- Llueve 1.13 (Dallas, Texas) (Live) (2020)

## Premios

### Ganados
- 1999 Premios Tu Música, Puerto Rico: Álbum cristiano del año (Regresará Por Mí)
- 1999 Premios Tito Lara, Puerto Rico: Artista Revelación
- 2001 Premios Viva, Guatemala: Voz femenina internacional
- 2001 Premios Viva, Guatemala: Canción del año ("Enamorada")
- 2004 Premios Conquistadores, Los Ángeles, CA: Álbum Contemporáneo del Año ( Corazón Latino )
- 2004 Premios Paoli, Orlando, FL: Cantante femenina del año
- 2004 Latin Music Fan Awards, Los Ángeles, CA: Álbum cristiano del año (Corazón Latino)
- 2006 Premios Paoli, Orlando, FL: Cantante femenina del año
- 2006 Premios Arpa, México: Álbum femenino del año (Mi Propósito)

### Nominaciones
- 2003 Premios Arpa, México
- 2004 Nuestra Música Awards, Los Ángeles, CA
- 2004 Premios Arpa, México: Álbum femenino del año
- 2004 GMA Dove Awards, Nashville, TN : Álbum del año en español (Éxitos de Hoy ) (nominación compartida)
- 2005 Premios Paoli, Puerto Rico: Cantante femenina del año
- 2005 Premio Paloma de la Paz, Orlando, FL
- 2005 Latin Music Fan Awards, Los Ángeles, CA: Álbum del año (Duetos)
- 2006 GMA Dove Awards, Nashville, TN: Álbum del año en español (Mi Propósito)
- 2008 GMA Dove Awards, Nashville, TN: Álbum del año en español (El Ritmo de la Vida)
- 2010 GMA Dove Awards, Nashville, TN: Álbum del año en español (Adorándote)